# Protanypus
Protanypus is een muggengeslacht uit de familie van de Dansmuggen (Chironomidae).

## Soorten
- P. caudatus Edwards, 1924
- P. forcipatus (Egger, 1864)
- P. hamiltoni Saether, 1975
- P. morio (Zetterstedt, 1838)
- P. pseudomorio Makarchenko, 1982
- P. ramosus Saether, 1975
- P. saetheri Wiederholm, 1975